# Bito Fuster
María Teresa Fuster Amades (Tarragona, 28 de octubre de 1974), conocida como Bito Fuster o Teresa Fuster, es una ex gimnasta rítmica española que fue campeona del mundo en modalidad de conjuntos (Atenas 1991) y bicampeona de Europa (Stuttgart 1992), además de lograr otras numerosas preseas con la selección nacional de gimnasia rítmica de España. La generación de gimnastas que integró es conocida con el seudónimo de las Primeras Chicas de Oro. Bito es, junto con Lorea Elso, Marta Baldó y Estela Giménez, la gimnasta rítmica española con más medallas en Mundiales, con un total de 8. También fue jugadora de la selección española femenina de rugby.
Fuster ha sido además profesora de varias asignaturas en la Universidad Ramon Llull de Barcelona y la Universidad Rovira i Virgili en Amposta (Tarragona), así como responsable de Deportes y Voluntarios del Comité Organizador de los Juegos Mediterráneos de Tarragona 2018. En la actualidad es vocal de la Junta Directiva del Club Gimnàstic de Tarragona y coordinadora del programa Voluntariat Grana de la entidad.

## Biografía deportiva

### Inicios
Procedente de una familia con 5 hermanos, se inició en la gimnasia rítmica en el Club Gimnàstic de Tarragona, tras haber practicado brevemente disciplinas como el atletismo o el tenis. En 1985 participó en su primer Campeonato de España, celebrado en Cádiz. Con 13 años, en 1988, fue convocada por Emilia Boneva para formar parte de la selección nacional de gimnasia rítmica de España absoluta en la modalidad de conjuntos, en la que estaría hasta 1992.

### Etapa en la selección nacional

#### 1988 - 1989: llegada al equipo y Mundial de Sarajevo

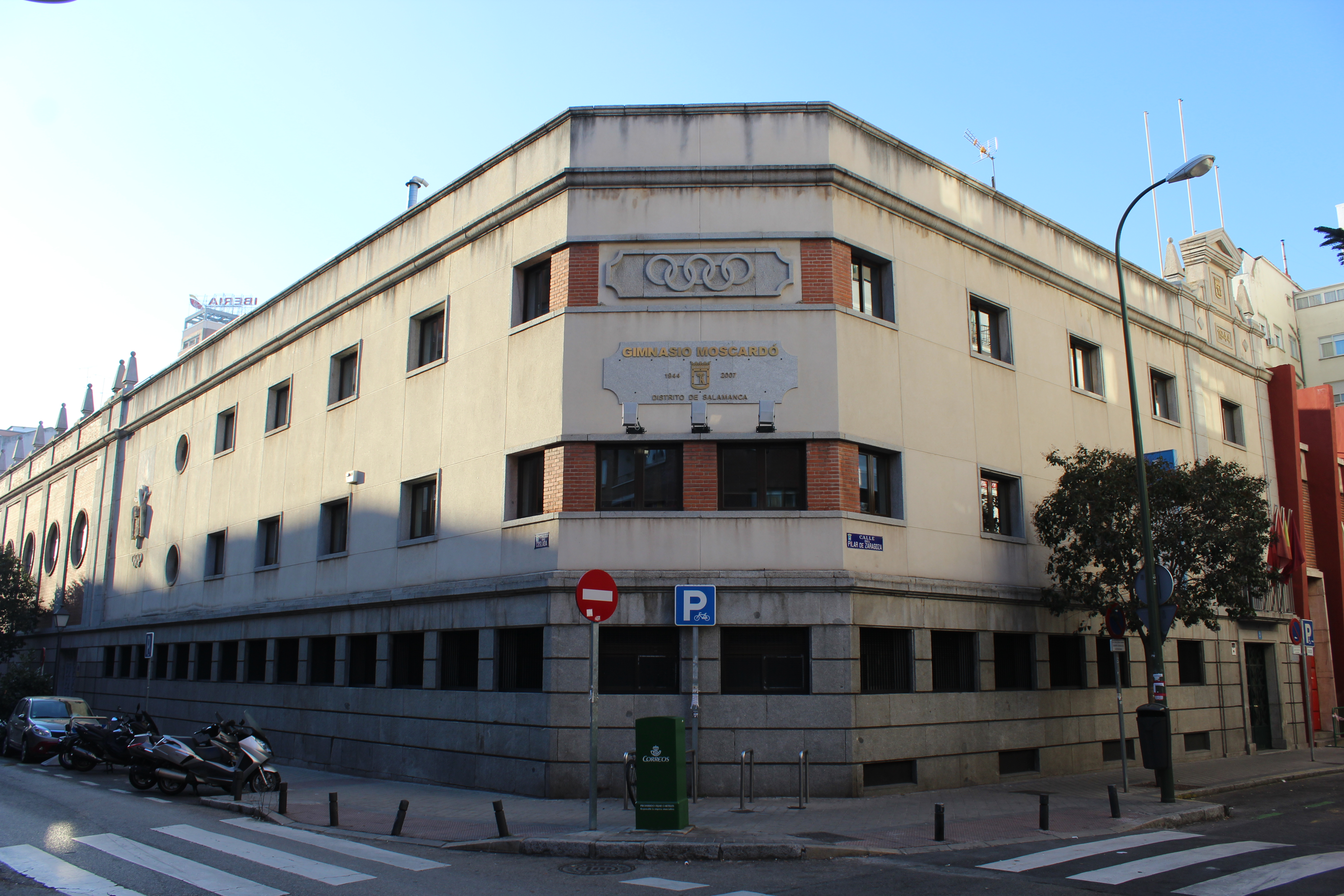
El Gimnasio Moscardó, en el distrito de Salamanca (Madrid), fue el lugar de entrenamiento de la selección nacional de gimnasia rítmica hasta 1997.

Durante el tiempo que fue componente del conjunto entrenaría unas 8 horas diarias en el Gimnasio Moscardó de Madrid a las órdenes de la propia Emilia Boneva y de Ana Roncero, que desde 1982 eran seleccionadora nacional y entrenadora de conjuntos respectivamente, y conviviría con todas las integrantes del equipo en una casa en La Moraleja.
A comienzos de 1989 consiguió 3 platas en el torneo DTB-Pokal Karlsruhe. Poco después obtuvo 3 medallas de bronce en el Campeonato del Mundo de Sarajevo, al subir al podio tanto en el concurso general como en las finales de 12 mazas y de 3 aros y 3 cintas. Las lograría junto a Beatriz Barral, Lorea Elso, Arancha Marty, Mari Carmen Moreno y Vanesa Muñiz, siendo suplentes Marta Aberturas y Nuria Arias. En diciembre de 1989 consiguió el bronce en la general de la Wacoal Cup (Japón).

#### 1990: Europeo de Goteborg
En 1990 tuvo lugar el Campeonato de Europa de Goteborg, en el que consiguió la medalla de bronce tanto en el concurso general como en 3 pelotas y 3 cuerdas, y la de plata en 12 mazas. En la Final de la Copa del Mundo, disputada ese año en Bruselas, obtuvo 3 medallas de bronce, una por cada final. Serían logradas junto a Beatriz Barral, Lorea Elso, Montse Martín, Arancha Marty y Vanesa Muñiz, siendo suplentes Marta Aberturas y Gemma Royo. Débora Alonso y Cristina Chapuli también formaban parte del equipo, pero no fueron convocadas a las competiciones ese año. En el torneo Wacoal Cup de Tokio, celebrado en noviembre, lograron la plata en la general.

#### 1991: título mundial en Atenas
En 1991, los dos ejercicios del conjunto fueron el de 6 cintas y el de 3 pelotas y 3 cuerdas. El primero tenía como música «Tango Jalousie», compuesta por Jacob Gade, mientras que el de pelotas y cuerdas, usaba el tema «Campanas», de Víctor Bombi. Para coreografiar los pasos de danza del ejercicio de 6 cintas se contó con la ayuda de Javier Castillo «Poty», entonces bailarín del Ballet Nacional, aunque el coreógrafo habitual del equipo era el búlgaro Georgi Neykov. Previamente al Mundial, consiguieron el oro en el torneo de Karlsruhe (por delante de URSS y Bulgaria) y 3 bronces en el Gymnastic Masters de Stuttgart, ambos en Alemania.

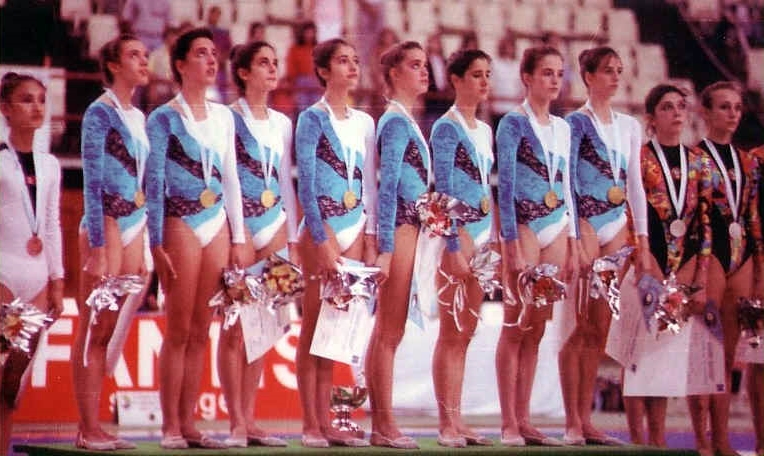
Bito (segunda a la derecha) junto al conjunto con el oro en el Mundial de Atenas (1991).

El 12 de octubre de 1991, el conjunto español logró la medalla de oro en el concurso general del Campeonato del Mundo de Gimnasia Rítmica de Atenas. Este triunfo fue calificado por los medios como histórico, ya que fue la primera vez que España se proclamó campeona del mundo de gimnasia rítmica. En la primera jornada del concurso general habían conseguido una puntuación de 19,500 en el ejercicio de 3 pelotas y 3 cuerdas, mientras que en la siguiente, con el montaje de 6 cintas, obtuvieron una nota de 19,350 (9,90 en composición y 9,45 en ejecución). Con una calificación total de 38,850, el equipo español consiguió finalmente superar en el concurso general a la URSS por 50 milésimas, mientras que Corea del Norte fue bronce. Al día siguiente, serían además medalla de plata en las dos finales por aparatos, la de 6 cintas, y la de 3 pelotas y 3 cuerdas. Estas medallas fueron conseguidas por Teresa junto a Débora Alonso, Lorea Elso, Isabel Gómez, Montse Martín y Gemma Royo, además de Marta Aberturas y Cristina Chapuli como suplentes. Dichas medallas serían narradas para España por la periodista Paloma del Río a través de La 2 de TVE. Tras esta consecución, a finales de 1991 realizarían una gira por Suiza.

#### 1992: títulos europeos en Stuttgart y Mundial de Bruselas

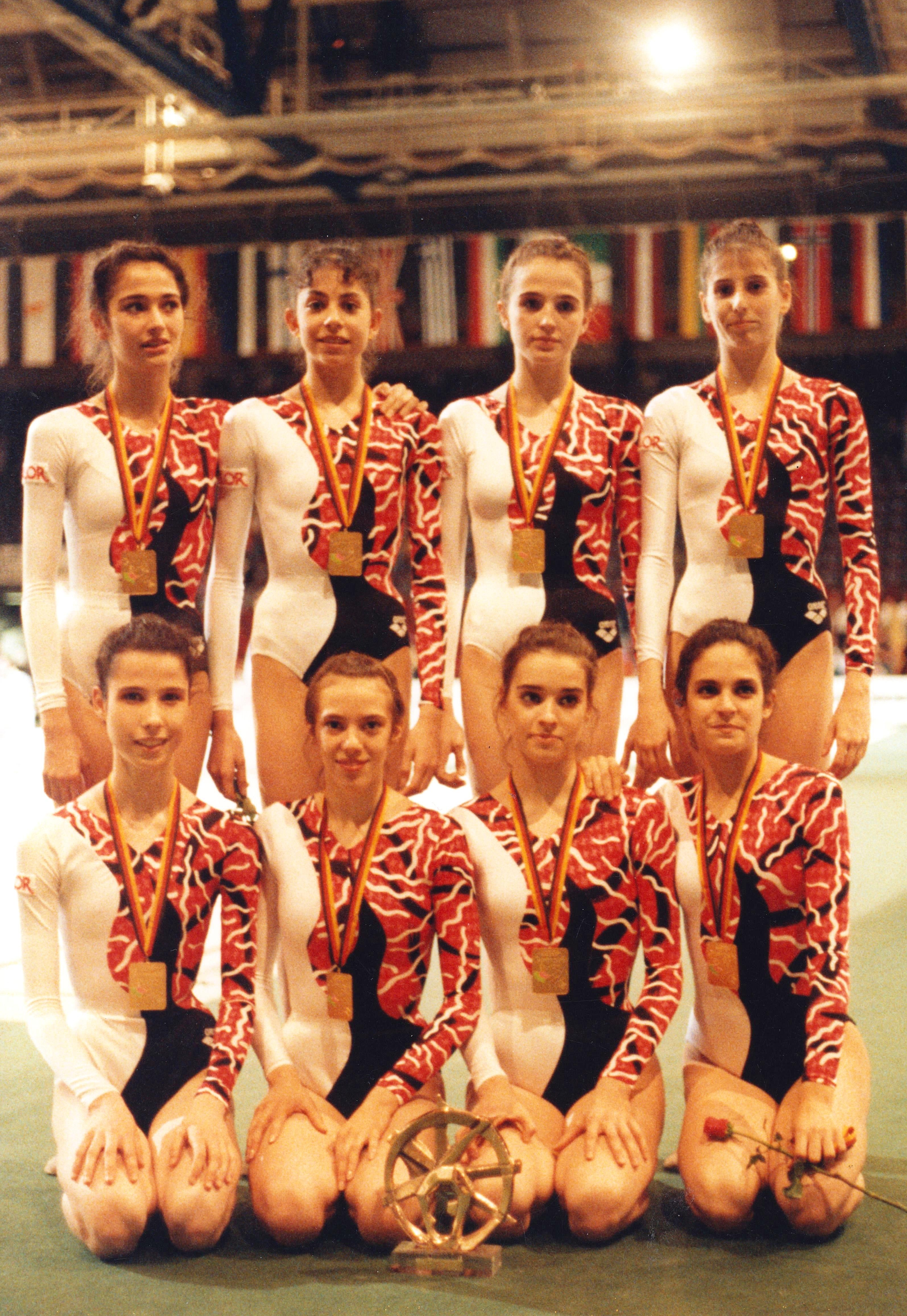
Bito (segunda a la derecha) tras proclamarse campeona de Europa en Stuttgart (1992).

Para 1992, en el torneo de Karlsruhe serían plata, y posteriormente fueron invitadas a realizar una exhibición en el torneo de Corbeil-Essonnes. En junio de 1992, ya con nuevos ejercicios, participaron en el Campeonato Europeo de Stuttgart, donde obtuvieron la medalla de oro en el concurso general (compartida con Rusia), además de conseguir otro oro en la final de 3 pelotas y 3 cuerdas y el bronce en 6 cintas. El conjunto estaba integrado por Teresa, Débora Alonso, Lorea Elso, Isabel Gómez, Montse Martín y Gemma Royo, además de las recién incorporadas Alicia Martín y Cristina Martínez como suplentes. No competiría en los Juegos Olímpicos de Barcelona debido a que los conjuntos no eran una modalidad olímpica entonces, aunque sí participaría junto al resto de sus compañeras en la ceremonia de apertura encabezando el desfile de las naciones participantes.
Poco después lograron el oro tanto en la Asvo Cup (Austria) como en la general del torneo Alfred Vogel Cup (Países Bajos), donde fueron además plata en 6 cintas y oro en 3 pelotas y 3 cuerdas. Una lesión en un ojo en la Alfred Vogel Cup, causada al darse un latigazo con una cuerda, la llevó a la suplencia en el Campeonato Mundial de Bruselas, que tuvo lugar en noviembre de 1992. Su lesión y la de Isabel Gómez, hicieron que el conjunto fuese reconfigurado para este Mundial, quedando ambas como suplentes y siendo sustituidas en la titularidad de ambos ejercicios por Alicia Martín, Cristina Martínez y Bárbara Plaza, que se añadirían a Débora Alonso, Lorea Elso, Montse Martín y Gemma Royo. En esta competición el conjunto obtendría la medalla de plata en el concurso general, quedándose a solo una décima de poder revalidar el título mundial que habían conseguido el año anterior. Además, el 22 de noviembre lograron el bronce en 6 cintas y el octavo puesto en 3 pelotas y 3 cuerdas. Tras este Mundial, Fuster se retiraría de la competición, al igual que haría el resto del sexteto titular que había sido campeón del mundo en Atenas el año anterior.

### Retirada de la gimnasia
Se retiró de la gimnasia rítmica en 1992, con 18 años de edad, tras el Campeonato del Mundo de Bruselas. Posteriormente estudió INEF en Barcelona. Tras volver a practicar brevemente atletismo e intentarlo con el aeróbic, decidió probar suerte en el rugby. Compitió cuatro años en el equipo INEF Barcelona de rugby, llegando a estar presente con la selección española en la Copa del Mundo de Rugby Femenino de 1998 en Ámsterdam, logrando el séptimo puesto. Después realizó un máster en dirección de empresas.
Fue presidenta del Comité Técnico de Gimnasia Rítmica de la Federación Catalana de Gimnasia (2000 – 2003), y posteriormente profesora de Fundamentos de los Deportes I. Gimnasia Rítmica y Gimnasia Artística en la Universidad Ramon Llull de Barcelona entre 2002 y 2012, y de Danza y Expresión Corporal en el Grado de Ciencias de la Actividad Física y del Deporte en la Universidad Rovira i Virgili en Amposta (Tarragona) de 2012 a 2015.
El 16 de diciembre de 2017, Fuster se reunió junto a otras exgimnastas del equipo nacional para realizar un homenaje a la exseleccionadora Ana Roncero. Tras haber participado en la redacción de la propuesta técnica de la candidatura, fue responsable de Deportes y Voluntarios del Comité Organizador de los Juegos Mediterráneos de Tarragona 2018, así como de su Proyecto Educativo. El 22 de junio de 2018 fue una de las encargadas de portar la bandera mediterránea en la ceremonia de inauguración de los Juegos Mediterráneos de Tarragona, además de realizar diferentes tareas de logística y control de acreditaciones en la villa mediterránea durante los mismos. En septiembre viajó junto a varias exgimnastas de la selección española al Mundial de Gimnasia Rítmica de Sofía para reencontrarse con la ex seleccionadora nacional Emilia Boneva, organizándose además una cena homenaje en su honor. Poco después, el 21 de septiembre, fue pregonera de las Fiestas de Santa Tecla en Tarragona.
El 16 de noviembre de 2019, con motivo del fallecimiento de Emilia Boneva, unas 70 exgimnastas nacionales, entre ellas Bito, se reunieron en el tapiz para rendirle tributo durante el Euskalgym. El evento tuvo lugar ante 8.500 asistentes en el Bilbao Exhibition Centre de Baracaldo y fue seguido además de una cena homenaje en su honor.
En la actualidad es vocal de la Junta Directiva del Club Gimnàstic de Tarragona y coordinadora del programa Voluntariat Grana de la entidad.

## Vida personal
Está casada con Ramón Planes, dirigente de clubes de fútbol, con quien tiene 3 hijos.

## Legado e influencia
El conjunto nacional de gimnasia rítmica de 1991 consiguió en el Mundial de Atenas el primer título mundial para la rítmica española, logrando en dicha disciplina imponerse por primera vez un país occidental a los países del Este. Sería además el primer equipo femenino español en proclamarse campeón del mundo en un deporte mediático. Reseñas de este hito aparecen en libros como Gimnasia rítmica deportiva: aspectos y evolución (1995) de Aurora Fernández del Valle, Enredando en la memoria (2015) de Paloma del Río o Pinceladas de rítmica (2017) de Montse y Manel Martín. En abril de 2018 donó el maillot con el que se proclamó campeona del mundo para que fuese expuesto de manera permanente en el Museo del Nàstic.

## Equipamientos
| Período     | Proveedor |
| ----------- | --------- |
| 1988 - 1992 | Arena     |

## Música de los ejercicios
| Año         | Aparatos              | Música                                                                                 |
| ----------- | --------------------- | -------------------------------------------------------------------------------------- |
| 1989 - 1990 | 12 mazas              | «España cañí», pasodoble compuesto por Pascual Marquina Narro.                         |
| 1989        | 3 aros y 3 cintas     | Fragmentos de la ópera Carmen de Georges Bizet, como el tema «Habanera».               |
| 1990        | 12 mazas              | Pieza Asturias (Leyenda), perteneciente a la Suite española, Op. 47 de Isaac Albéniz.  |
| 1990 - 1991 | 3 pelotas y 3 cuerdas | «Spain» de Chick Corea, versionada por Michel Camilo y Tomatito.                       |
| 1991 - 1992 | 6 cintas              | «Tango Jalousie», compuesto por Jacob Gade.                                            |
| 1991        | 3 pelotas y 3 cuerdas | «Campanas», de Víctor Bombi.                                                           |
| 1992        | 6 cintas              | Pieza Sevilla, perteneciente a la Suite española, Op. 47 de Isaac Albéniz.             |
| 1992        | 3 pelotas y 3 cuerdas | Música del ballet Arraigo de Jerónimo Maesso, creado para el coreógrafo Víctor Ullate. |

## Palmarés como gimnasta rítmica

### Selección española
| 1989 - DTB-Pokal Karlsruhe Plata en concurso general Plata en 12 mazas Plata en 3 aros y 3 cintas - Campeonato del Mundo de Sarajevo Bronce en concurso general Bronce en 12 mazas Bronce en 3 aros y 3 cintas - Wacoal Cup Bronce en concurso general 1990 - DTB-Pokal Karlsruhe Oro en concurso general - Gymnastic Masters de Stuttgart Bronce en concurso general - Final de la Copa del Mundo en Bruselas Bronce en concurso general Bronce en 12 mazas Bronce en 3 pelotas y 3 cuerdas - Campeonato de Europa de Goteborg Bronce en concurso general Plata en 12 mazas Bronce en 3 pelotas y 3 cuerdas - Wacoal Cup Plata en concurso general | 1991 - DTB-Pokal Karlsruhe Oro en concurso general - Gymnastic Masters de Stuttgart Bronce en concurso general Bronce en 6 cintas Bronce en 3 pelotas y 3 cuerdas - Campeonato del Mundo de Atenas Oro en concurso general Plata en 6 cintas Plata en 3 pelotas y 3 cuerdas 1992 - DTB-Pokal Karlsruhe Plata en concurso general - Campeonato de Europa de Stuttgart Oro en concurso general Bronce en 6 cintas Oro en 3 pelotas y 3 cuerdas - Asvo Cup Oro en concurso general - Alfred Vogel Cup Oro en concurso general Plata en 6 cintas Oro en 3 pelotas y 3 cuerdas - Campeonato del Mundo de Bruselas* Plata en concurso general Bronce en 6 cintas 8º puesto en 3 pelotas y 3 cuerdas |

*Como suplente del equipo en ambos ejercicios debido a una lesión

## Palmarés como jugadora de rugby

### Selección española
1998 
- Copa del Mundo de Rugby Femenino de Ámsterdam

7º puesto

## Premios, reconocimientos y distinciones
- Medalla al Mérito Gimnástico, otorgada por la Real Federación Española de Gimnasia (1991)
- Pregonera de las Fiestas de Santa Tecla en Tarragona (2018)[27]

### Otros honores
- Recepción y firma en el Libro de Honor del Ayuntamiento de Vandellós y Hospitalet del Infante (2019)[33][34]

## Galería

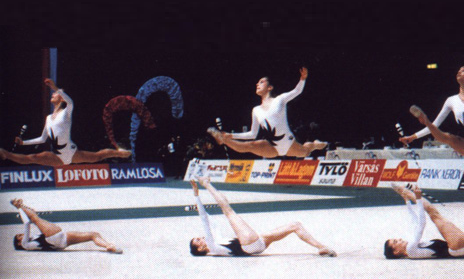
Ejercicio de mazas del conjunto español en el Europeo de Goteborg (1990).
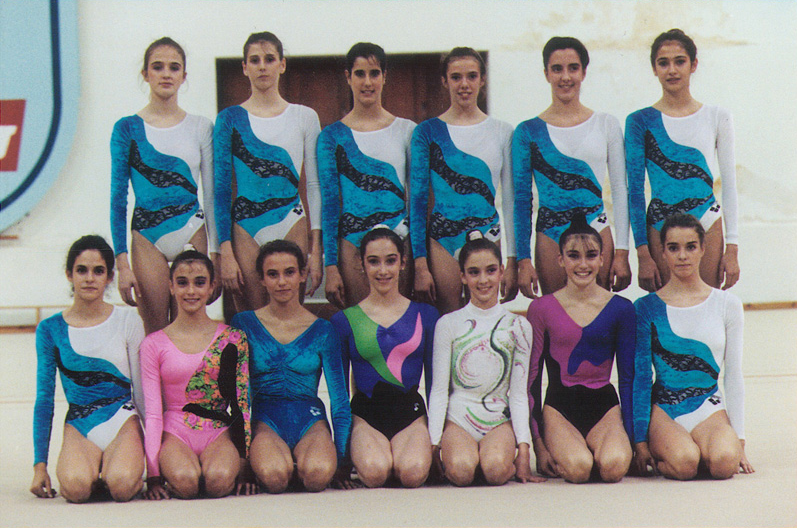
Fuster (de pie, primera a la izquierda) con la selección de gimnasia rítmica en el Gimnasio Moscardó (1991).
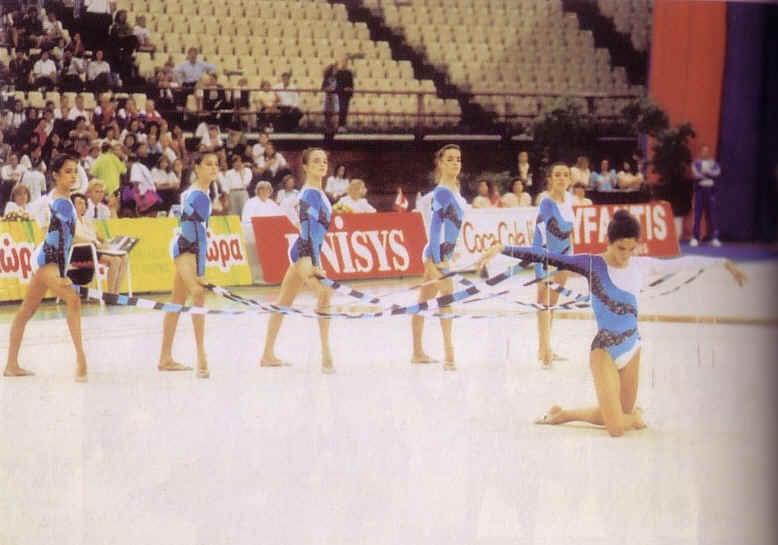
Bito (al fondo, en el centro) en el inicio del ejercicio de 6 cintas en el Mundial de Atenas (1991).
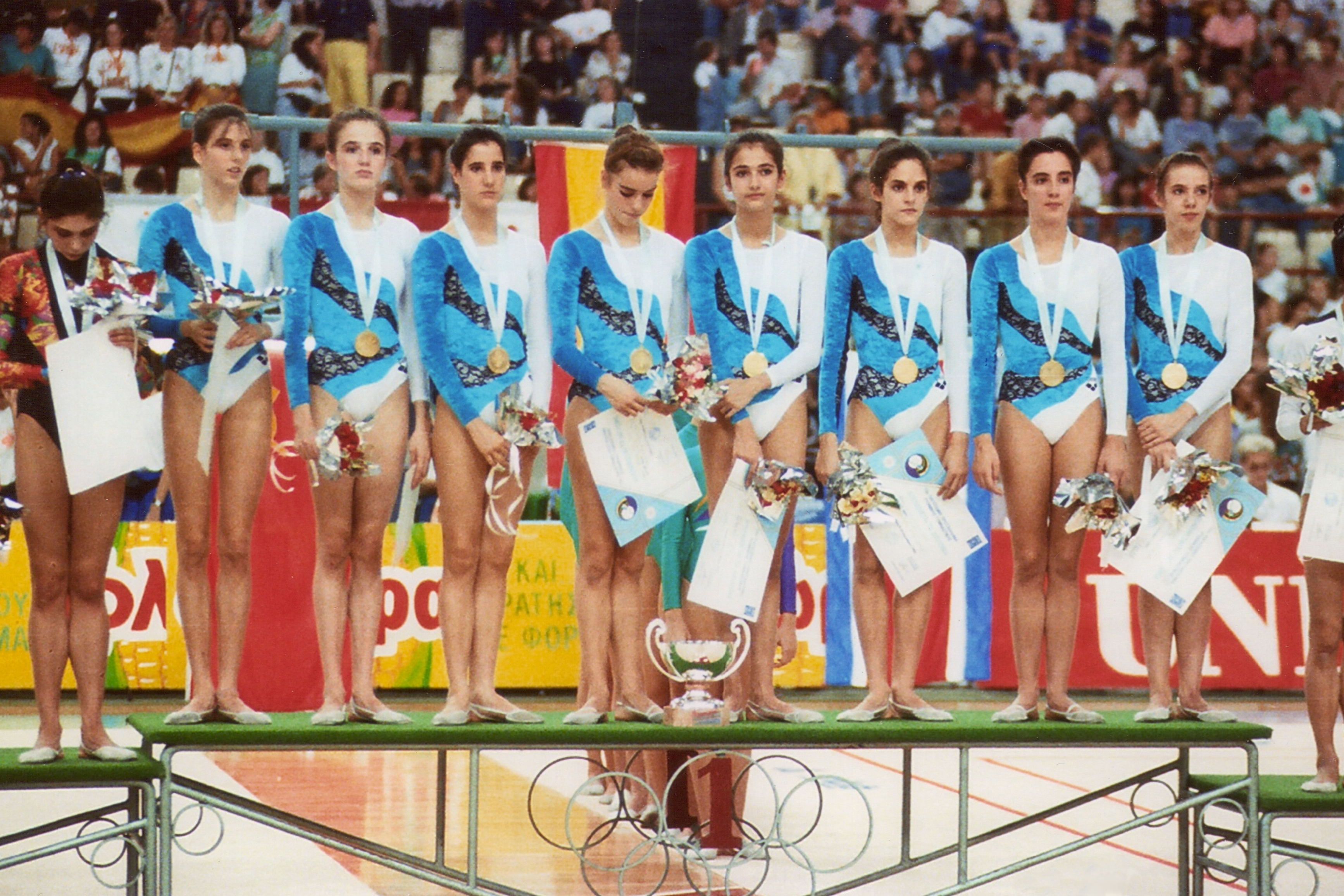
El conjunto español con el oro en el podio del concurso general del Mundial de Atenas.
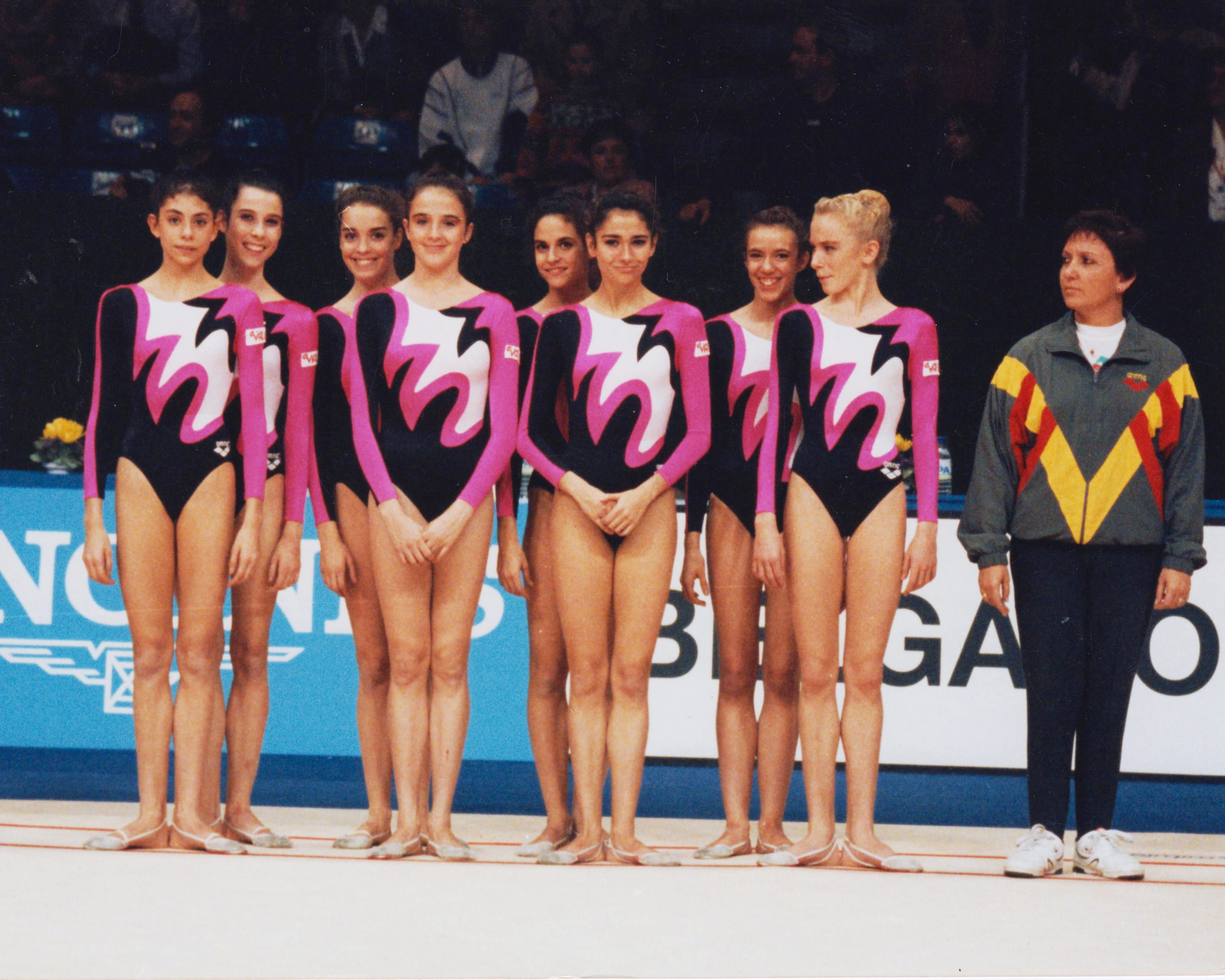
El equipo español antes de subir al podio en el Mundial de Bruselas (1992).
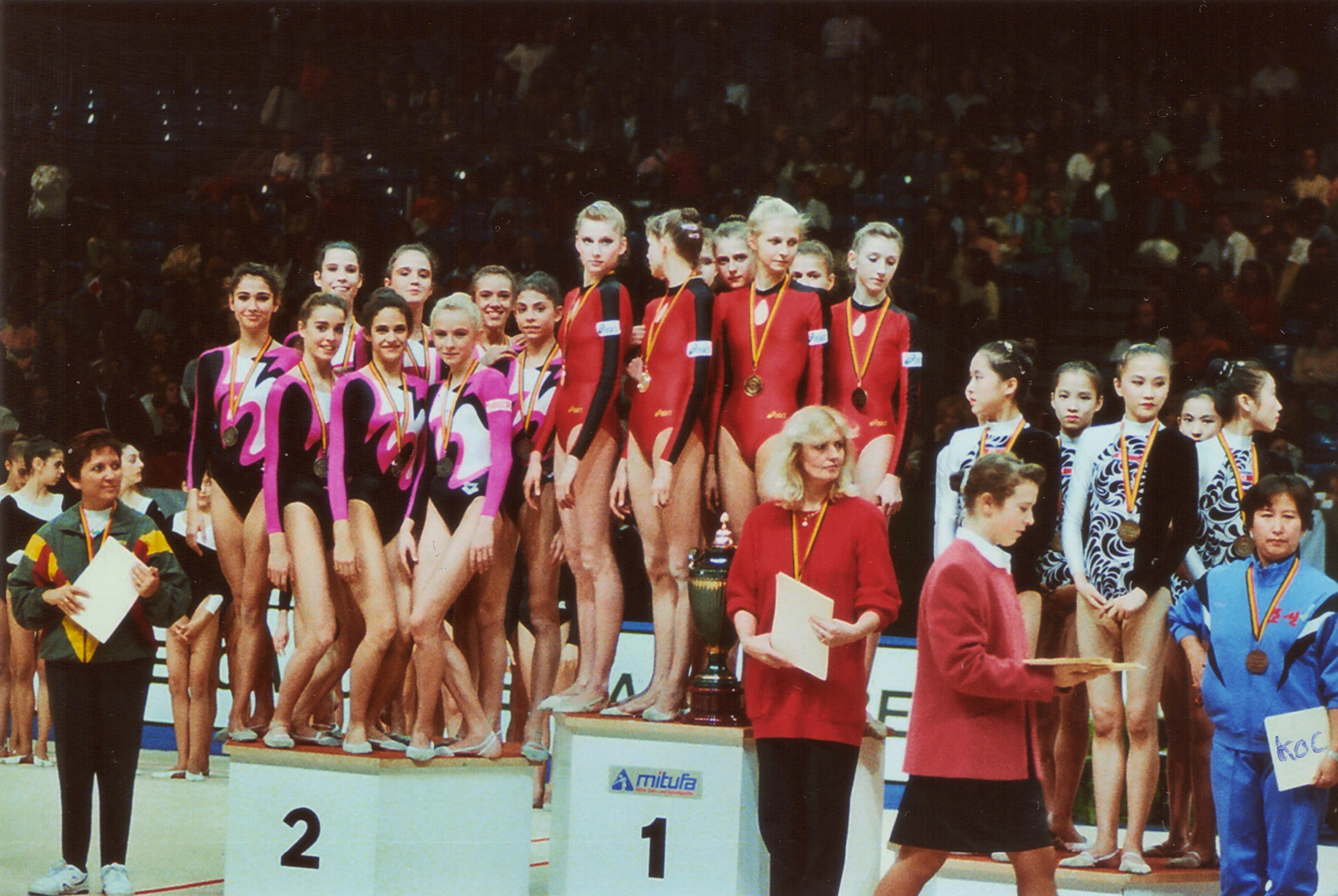
El conjunto español con la plata en el podio del concurso general en dicho Mundial.

## Filmografía

### Programas de televisión
| Programas de televisión | Programas de televisión | Programas de televisión | Programas de televisión              |
| ----------------------- | ----------------------- | ----------------------- | ------------------------------------ |
| 1990                    | Camarada Boneva         | La 2 de TVE             | Aparición en reportaje               |
| 1991                    | De tú a tú              | Antena 3                | Invitada junto al resto del conjunto |
| 1991                    | Tele 5 ¿dígame?         | Telecinco               | Invitada junto al resto del conjunto |
| 1991                    | VIP Tarde               | Telecinco               | Invitada junto al resto del conjunto |
| 2018                    | Som mediterranis        | TAC 12                  | Invitada                             |
| 2018                    | Notícies                | TAC 12                  | Aparición en reportaje               |
| 2018                    | MasterChef Celebrity    | La 1 de TVE             | Comensal                             |